# برونو والنکونی
برونو والنکونی (انگلیسی: Bruno Valencony؛ زادهٔ ۱۶ ژوئن ۱۹۶۸) بازیکن فوتبال اهل فرانسه است.
از باشگاه‌هایی که در آن بازی کرده‌است می‌توان به باشگاه فوتبال باستیا و باشگاه فوتبال نیس اشاره کرد.